# Gemeiner Seestern
Der Gemeine Seestern (Asterias rubens) ist eine Art aus der Ordnung der Zangensterne (Forcipulatida). Diese Art kommt in allen europäischen Meeren außer dem Mittelmeer vor. Er lebt im Uferbereich bis in Tiefen von maximal 200 m und bevorzugt Seewasser mit einem Salzgehalt von mindestens 0,8 Prozent.

## Beschreibung

Anatomie des Seesterns

Der Gemeine Seestern hat meist fünf Arme (selten kommen auch vier- oder sechsarmige Individuen vor) und kann bis etwa 30 Zentimeter groß werden. Auf der Unterseite befinden sich Saugscheiben in vier Reihen am Ende eines jeden Arms, mit denen er sich fortbewegt. Kennzeichnend ist die gelbe bis braunviolette Farbe.
Der Gemeine Seestern besitzt anstelle eines Gehirns oder eines Herzens ein Nervensystem. Darüber hinaus fehlen Augen, mit denen er Objekte erkennen oder identifizieren könnte. An seinen Armspitzen befinden sich jedoch mehrere einfache Lichtsinneszellen, um Helligkeitsunterschiede in der Umgebung wahrnehmen zu können.

## Lebensweise

### Ernährung

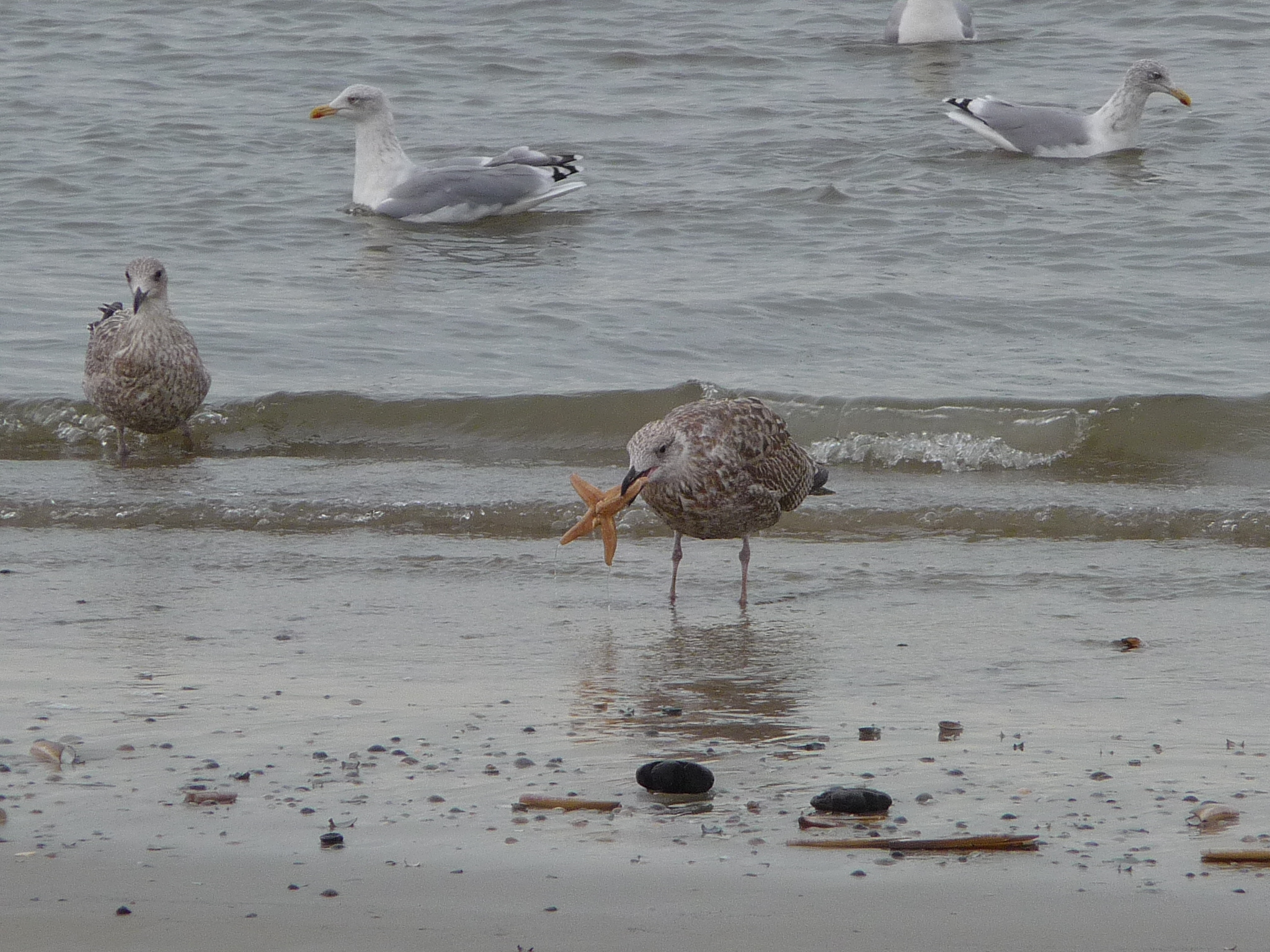
Juvenile Silbermöwe beim Fressen eines Seesterns

Wie die meisten Seesterne ernährt sich der Gemeine Seestern hauptsächlich von Weichtieren wie Muscheln (meist von Miesmuscheln), aber auch Fischeiern. Er setzt sich auf die Miesmuschel, saugt sich mit seinen Saugfüßchen fest und zieht an der Schale. Die Muschel verschließt sich jedoch bei Gefahr. Dieser Kampf kann über Stunden dauern, bis die Miesmuschel ihre Schale öffnet, um frisches Wasser zum Atmen einzulassen. Der Seestern hält die Miesmuschel in dieser Position und stülpt seinen Magen, den er nach außen hervorbringen kann, in das Innere der Miesmuschel. Durch Verdauungssekrete verdaut er die Muschel in ihrer eigenen Schale, schlürft die Nahrung mit seinem Magen ein und zieht sich zurück. Daher ist er ein gefürchteter Räuber auf Miesmuschelbänken, die unter der Niedrigwasserlinie liegen. 
Auf den Miesmuschelbänken, die sich im Gezeitenbereich befinden, gibt es so gut wie keine Seesterne, da sie von den Möwen wie der Silbermöwe gefressen werden.

### Fortpflanzung
Wie die meisten Seesterne ist der Gemeine Seestern getrenntgeschlechtlich. Während des Sommers produzieren die Weibchen eine große Menge Eier, aus denen sich nach der Befruchtung planktonische Larven bilden. Außerdem findet asexuelle Vermehrung über Fissiparie statt. Arme des Seesterns können bei Verlust neu gebildet werden und es kann sich auch aus einzelnen Armen wieder ein ganzes Tier regenerieren. Dies wird von den Seesternen bei extrem ungünstigen Lebensumständen zur ungeschlechtlichen Vermehrung genutzt, indem einzelne Arme abgestoßen werden.

## Ökologie
Nach Stürmen kann man oft massenweise an den Strand gespülte Seesterne finden. Anders als die Miesmuscheln, die sich mit Byssusfäden an Strukturen der Brandungszone festsetzen, können sich die Seesterne nicht dauerhaft verankern. Auf sandigem Grund können sich die Gemeinen Seesterne mit ihren Saugfüßchen nur schwer festhalten und werden bei Stürmen durch die Dünung losgerissen und oft zu Tausenden an den Strand gespült. An den flachen Gewässern der Ostsee kann man dieses Phänomen meist nach Frühjahrsstürmen aus dem Osten oder Nordosten  beobachten. Im Frühjahr wandern die Tiere in flachere Gewässerzonen, wo sie im Sommer mehr Nahrung finden. Kommt ein Sturm auf, können sie sich nicht rechtzeitig wieder in tiefere Zonen des Meeres zurückziehen.

## Bilder

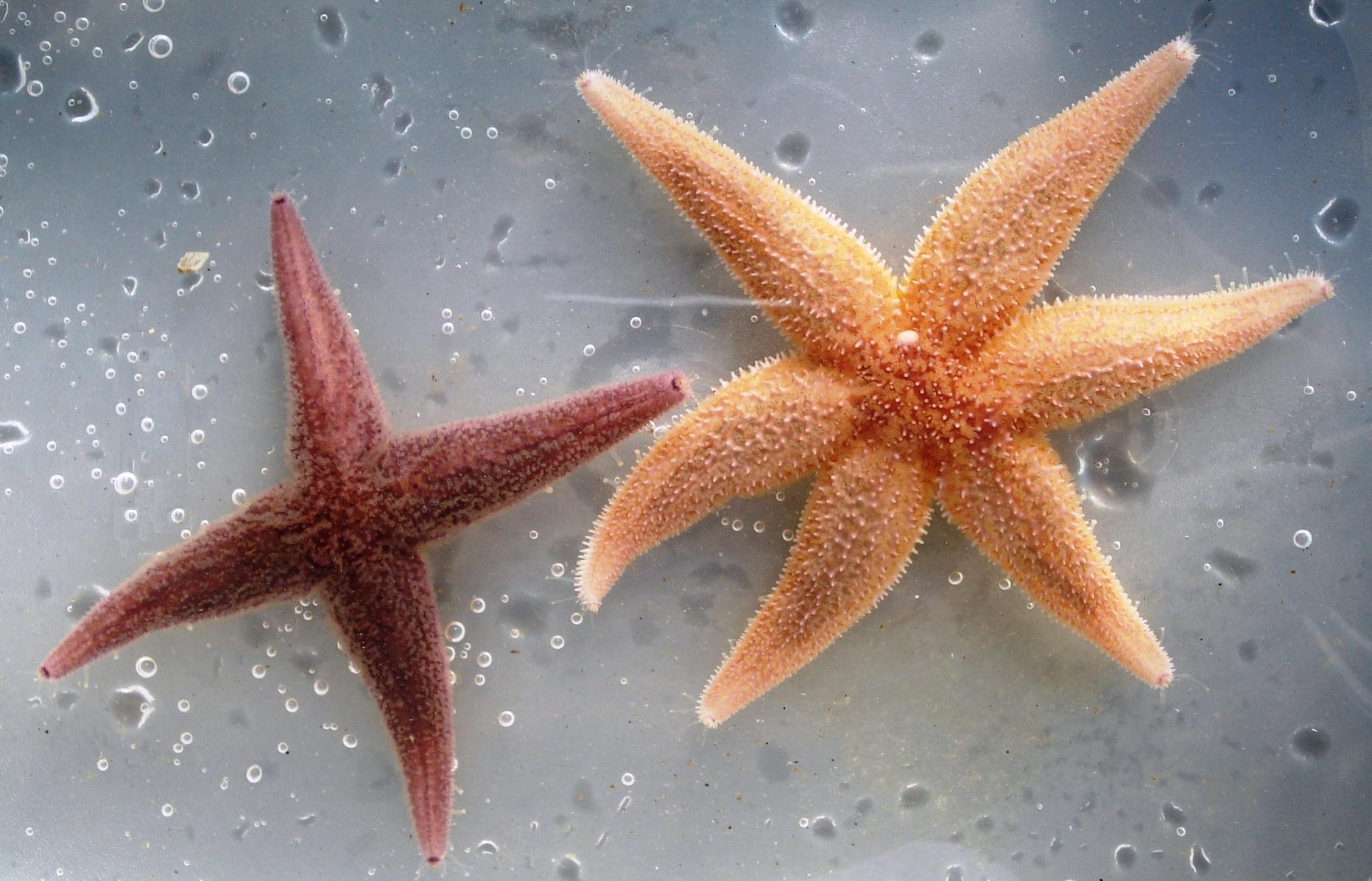
(Selten vorkommende) Vier- und sechsarmige Individuen des Gemeinen Seesterns (Asterias rubens)
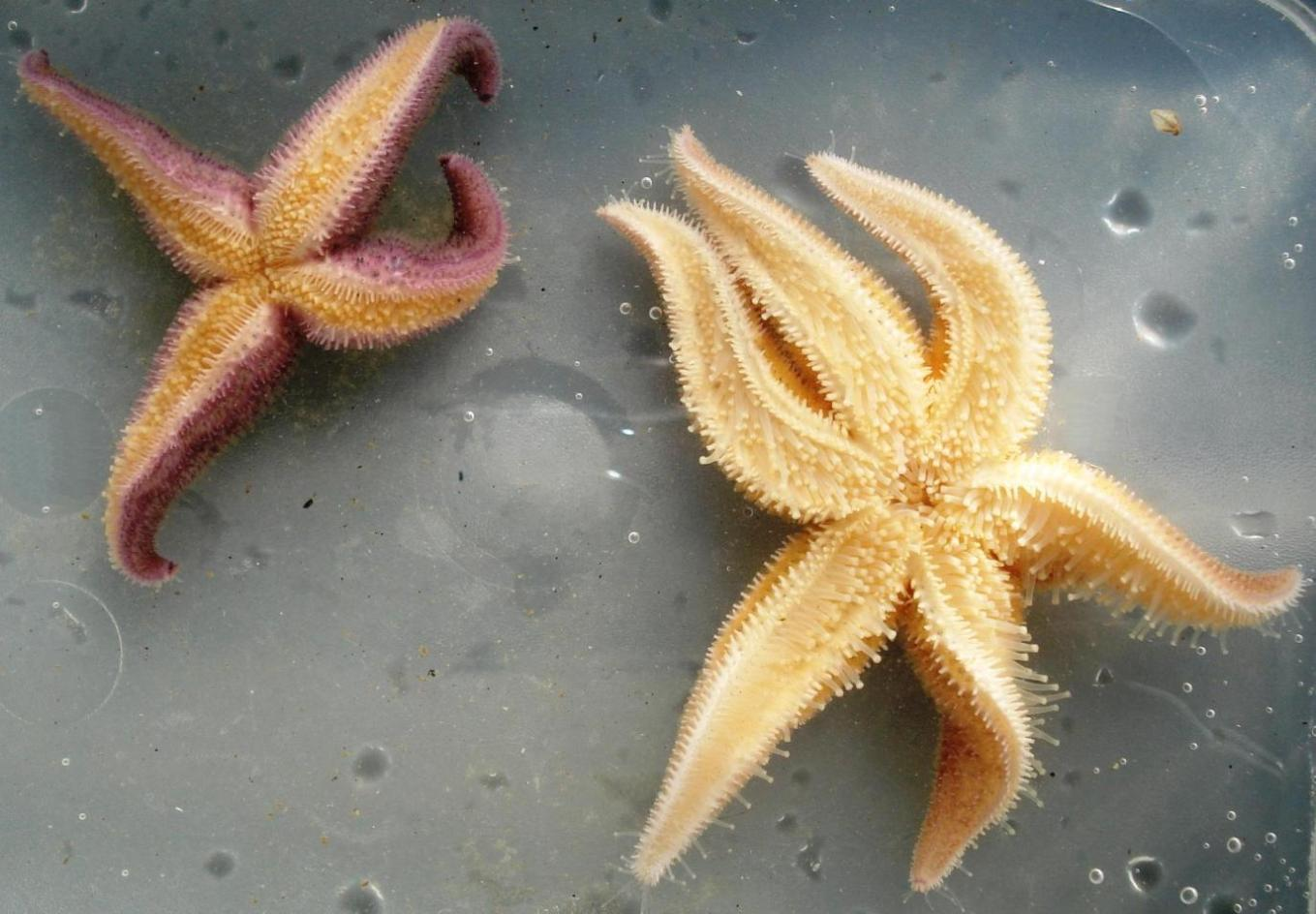
Unterseiten der beiden obigen
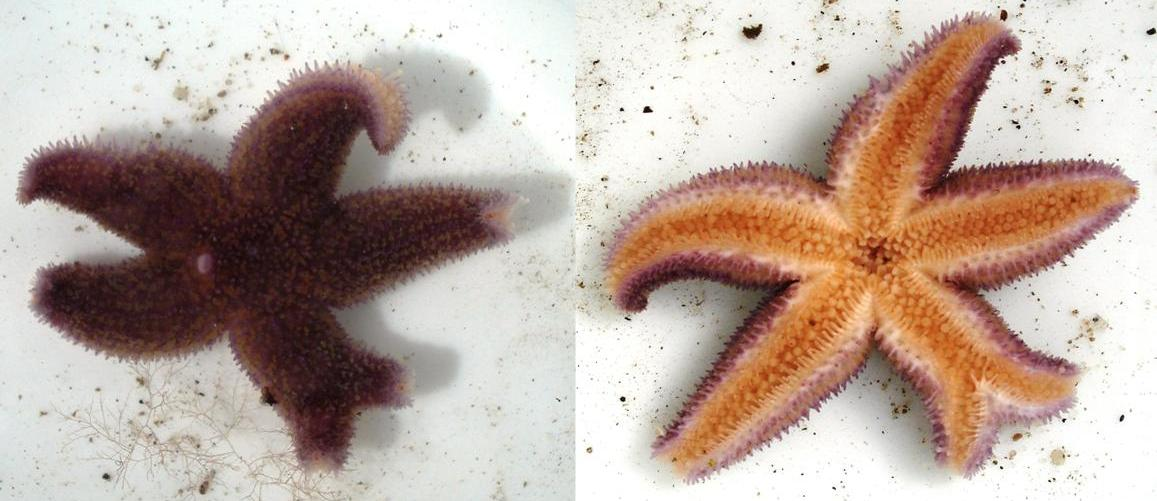
Fünfarmiges Individuum (Asterias rubens) mit einem gespaltenen Arm (Vorder- und Rückseite)